# MIMD
|                 | Una instrucción | Múltiples instrucciones |
| --------------- | --------------- | ----------------------- |
| Un dato         | SISD            | MISD                    |
| Múltiples datos | SIMD            | MIMD                    |

En computación, MIMD (del inglés Multiple Instruction, Multiple Data, en español "múltiples instrucciones, múltiples datos") es una técnica empleada para lograr paralelismo. Las máquinas que usan MIMD tienen un número de procesadores que funcionan de manera asíncrona e independiente. En cualquier momento, cualquier procesador puede ejecutar diferentes instrucciones sobre distintos datos. La arquitectura MIMD pueden utilizarse en una amplia gama de aplicaciones como el diseño asistido, simulación, modelado y en interruptores. Las computadoras MIMD pueden categorizarse por tener memoria compartida o distribuida, clasificación que se basa en cómo el procesador MIMD accede a la memoria. La memoria compartida de las máquinas puede estar basada en buses, extensiones, o de tipo jerárquico. Las máquinas con memoria distribuida pueden tener esquemas de interconexión en hipercubo o malla.